# A 79-a ediție a Premiilor Globul de Aur
A 79-a ediție a Premiilor Globul de Aur a avut loc în privat la 9 ianuarie 2022 și nu a fost transmisă în direct pe NBC. S-au acordat premii pentru cele mai bune filme din 2021 și cele mai bune emisiuni americane de televiziune din 2021. Globurile de Aur sunt oferite de Asociația Presei Străine de la Hollywood (HFPA).  Nominalizările au fost anunțate la 13 decembrie 2021 de rapperul Snoop Dogg și de președintele HFPA Helen Hoehne.
La 10 mai 2021, NBC a anunțat că nu va televiza ceremonia, în sprijinul unui boicot al HFPA de către mai multe companii media pentru eforturile insuficiente pentru a crește diversitatea membrilor organizației.

## Câștigători și nominalizări

### Cinema
| Cel mai bun film | Cel mai bun film |
| Dramă | Muzical sau Comedie |
| --- | --- |
| - The Power of the Dog - Belfast - CODA - Dune - King Richard | - West Side Story - Cyrano - Don't Look Up - Licorice Pizza - tick, tick... BOOM! |
| Cea mai bună interpretare (dramă) | |
| Actor | Actriță |
| - Will Smith – King Richard as Richard Williams - Mahershala Ali – Swan Song as Cameron Turner - Javier Bardem – Being the Ricardos as Desi Arnaz - Benedict Cumberbatch – The Power of the Dog as Phil Burbank - Denzel Washington – The Tragedy of Macbeth as Lord Macbeth  | - Nicole Kidman – Being the Ricardos as Lucille Ball - Jessica Chastain – The Eyes of Tammy Faye as Tammy Faye Bakker - Olivia Colman – The Lost Daughter as Leda Caruso - Lady Gaga – House of Gucci as Patrizia Reggiani - Kristen Stewart – Spencer as Diana, Princess of Wales                                   |
| Best Performance in a Motion Picture – Musical or Comedy | |
| Actor | Actress |
| - Andrew Garfield – tick, tick... BOOM! as Jonathan Larson - Leonardo DiCaprio – Don't Look Up as Dr. Randall Mindy - Peter Dinklage – Cyrano as Cyrano de Bergerac - Cooper Hoffman – Licorice Pizza as Gary Valentine - Anthony Ramos – In the Heights as Usnavi de la Vega | - Rachel Zegler – West Side Story as María Vasquez - Marion Cotillard – Annette as Ann Defrasnoux - Alana Haim – Licorice Pizza as Alana Kane - Jennifer Lawrence – Don't Look Up as Kate Dibiasky - Emma Stone – Cruella as Estella / Cruella de Vil                                                                |
| Cea mai bună interpretare (muzical/comedie) | |
| Actor | Actriță |
| - Kodi Smit-McPhee – The Power of the Dog as Peter Gordon - Ben Affleck – The Tender Bar as Charlie Maguire - Jamie Dornan – Belfast as Pa - Ciarán Hinds – Belfast as Pop - Troy Kotsur – CODA as Frank Rossi                                                                | - Ariana DeBose – West Side Story as Anita - Caitríona Balfe – Belfast as Ma - Kirsten Dunst – The Power of the Dog as Rose Gordon - Aunjanue Ellis – King Richard as Oracene "Brandy" Price - Ruth Negga – Passing as Clare Bellew                                                                                  |
| Other | |
| Best Director | Best Screenplay |
| - Jane Campion – The Power of the Dog - Kenneth Branagh – Belfast - Maggie Gyllenhaal – The Lost Daughter - Steven Spielberg – West Side Story - Denis Villeneuve – Dune | - Kenneth Branagh – Belfast - Paul Thomas Anderson – Licorice Pizza - Jane Campion – The Power of the Dog - Adam McKay – Don't Look Up - Aaron Sorkin – Being the Ricardos |
| Best Original Score | Best Original Song |
| - Hans Zimmer – Dune - Alexandre Desplat – The French Dispatch - Germaine Franco – Encanto - Jonny Greenwood – The Power of the Dog - Alberto Iglesias – Parallel Mothers | - "No Time to Die" (Billie Eilish and Finneas O'Connell) – No Time to Die - "Be Alive" (Beyoncé and Dixson) – King Richard - "Dos Oruguitas" (Lin-Manuel Miranda) – Encanto - "Down to Joy" (Van Morrison) – Belfast - "Here I Am (Singing My Way Home)" (Jamie Hartman, Jennifer Hudson, and Carole King) – Respect |
| Best Animated Feature | Best Non-English Language Film |
| - Encanto - Flee - Luca - My Sunny Maad - Raya and the Last Dragon | - Drive My Car (Japonia) - Compartment No. 6 (Finlanda) - The Hand of God (Italia) - A Hero (Iran) - Parallel Mothers (Spania) |

### Filme cu mai multe nominalizări
| Nominalizări | Filme                |
| ------------ | -------------------- |
| 7            | Belfast              |
| 7            | The Power of the Dog |
| 4            | Don't Look Up        |
| 4            | King Richard         |
| 4            | Licorice Pizza       |
| 4            | West Side Story      |
| 3            | Being the Ricardos   |
| 3            | Dune                 |
| 3            | Encanto              |
| 2            | CODA                 |
| 2            | Cyrano               |
| 2            | The Lost Daughter    |
| 2            | Parallel Mothers     |
| 2            | tick, tick... BOOM!  |

### Filme cu mai multe premii
| Nr. premii | Filme                |
| ---------- | -------------------- |
| 3          | The Power of the Dog |
| 3          | West Side Story      |

### Televiziune
| Cel mai bun serial TV | Cel mai bun serial TV |
| Dramă | Muzical/comedie |
| --- | --- |
| - Succession (HBO) - Lupin (Netflix) - The Morning Show (Apple TV+) - Pose (FX) - Squid Game (Netflix) | - Hacks (HBO Max) - The Great (Hulu) - Only Murders in the Building (Hulu) - Reservation Dogs (FX on Hulu) - Ted Lasso (Apple TV+) |
| Cel mai bun miniserial sau film de televiziune | |
| - The Underground Railroad (Prime Video) - Dopesick (Hulu) - Impeachment: American Crime Story (FX) - Maid (Netflix) - Mare of Easttown (HBO) | |
| Cea mai bună interpretare într-un serial TV – Dramă | |
| Actor | Actriță |
| - Jeremy Strong – Succession (HBO) as Kendall Roy - Brian Cox – Succession (HBO) as Logan Roy - Lee Jung-jae – Squid Game (Netflix) as Seong Gi-hun - Billy Porter – Pose (FX) as Prayerful "Pray" Tell - Omar Sy – Lupin (Netflix) as Assane Diop                                                                                              | - Michaela Jaé Rodriguez – Pose (FX) as Blanca Rodriguez-Evangelista - Uzo Aduba – In Treatment (HBO) as Dr. Brooke Taylor - Jennifer Aniston – The Morning Show (Apple TV+) as Alex Levy - Christine Baranski – The Good Fight (Paramount+) as Diane Lockhart - Elisabeth Moss – The Handmaid's Tale (Hulu) as June Osborne / Offred                       |
| Cea mai bună interpretare într-un serial TV – Comedie/muzical | |
| Actor | Actriță |
| - Jason Sudeikis – Ted Lasso (Apple TV+) as Ted Lasso - Anthony Anderson – Black-ish (ABC) as Andre "Dre" Johnson, Sr. - Nicholas Hoult – The Great (Hulu) as Peter III of Russia / Pugachev - Steve Martin – Only Murders in the Building (Hulu) as Charles-Haden Savage - Martin Short – Only Murders in the Building (Hulu) as Oliver Putnam | - Jean Smart – Hacks (HBO Max) as Deborah Vance - Hannah Einbinder – Hacks (HBO Max) as Ava Daniels - Elle Fanning – The Great (Hulu) as Catherine the Great - Issa Rae – Insecure (HBO) as Issa Dee - Tracee Ellis Ross – Black-ish (ABC) as Dr. Rainbow "Bow" Johnson                                                                                     |
| Cea mai bună interpretare într-o miniserie sau film de televiziune | |
| Actor | Actriță |
| - Michael Keaton – Dopesick (Hulu) as Dr. Samuel Finnix - Paul Bettany – WandaVision (Disney+) as Vision - Oscar Isaac – Scenes from a Marriage (HBO) as Jonathan Levy - Ewan McGregor – Halston (Netflix) as Halston - Tahar Rahim – The Serpent (Netflix) as Charles Sobhraj                                                                  | - Kate Winslet – Mare of Easttown (HBO) as Marianne "Mare" Sheehan - Jessica Chastain – Scenes from a Marriage (HBO) as Mira Phillips - Cynthia Erivo – Genius: Aretha (National Geographic) as Aretha Franklin - Elizabeth Olsen – WandaVision (Disney+) as Wanda Maximoff / Scarlet Witch - Margaret Qualley – Maid (Netflix) as Alexandra "Alex" Russell |
| Cea mai bună interpretare în rol secundar într-o miniserie sau film de televiziune | |
| Actor în rol secundar | Actriță în rol secundar |
| - O Yeong-su – Squid Game (Netflix) as Oh Il-nam - Billy Crudup – The Morning Show (Apple TV+) as Cory Ellison - Kieran Culkin – Succession (HBO) as Roman Roy - Mark Duplass – The Morning Show (Apple TV+) as Charlie "Chip" Black - Brett Goldstein – Ted Lasso (Apple TV+) as Roy Kent                                                      | - Sarah Snook – Succession (HBO) as Siobhan "Shiv" Roy - Jennifer Coolidge – The White Lotus (HBO) as Tanya McQuoid - Kaitlyn Dever – Dopesick (Hulu) as Betsy Mallum - Andie MacDowell – Maid (Netflix) as Paula - Hannah Waddingham – Ted Lasso (Apple TV+) as Rebecca Welton                                                                             |

### Seriale TV cu mai multe nominalizări
| Nominalizări | Seriale TV                   |
| ------------ | ---------------------------- |
| 5            | Succession                   |
| 4            | The Morning Show             |
| 4            | Ted Lasso                    |
| 3            | Dopesick                     |
| 3            | The Great                    |
| 3            | Hacks                        |
| 3            | Maid                         |
| 3            | Only Murders in the Building |
| 3            | Pose                         |
| 3            | Jocul calamarului            |
| 2            | Black-ish                    |
| 2            | Lupin                        |
| 2            | Mare of Easttown             |
| 2            | Scenes from a Marriage       |
| 2            | WandaVision                  |

### Seriale TV cu mai multe premii
| Nr. premii | Seriale TV |
| ---------- | ---------- |
| 3          | Succession |
| 2          | Hacks      |